# جمعة بازار
جمعة بازار هي بلدة في مقاطعة قمشي في ولاية قشقداريا في أوزبكستان.